# Claire Waldoff

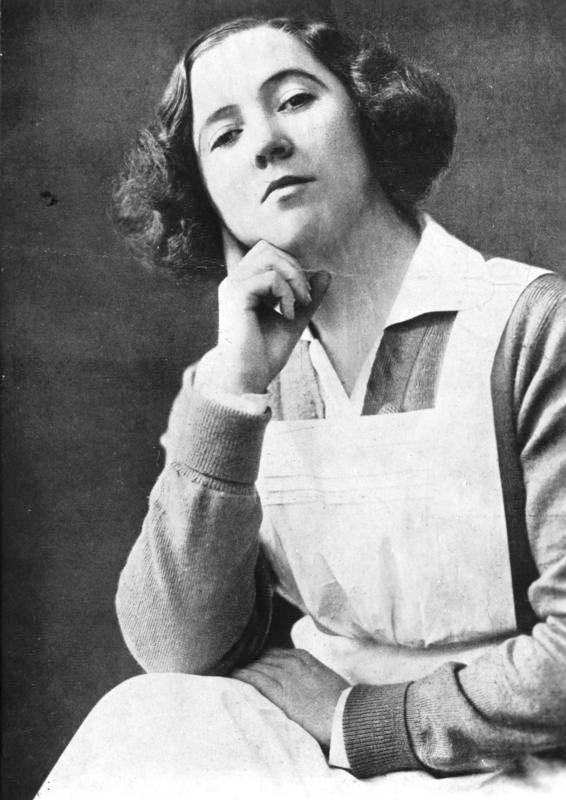
Claire Waldoff

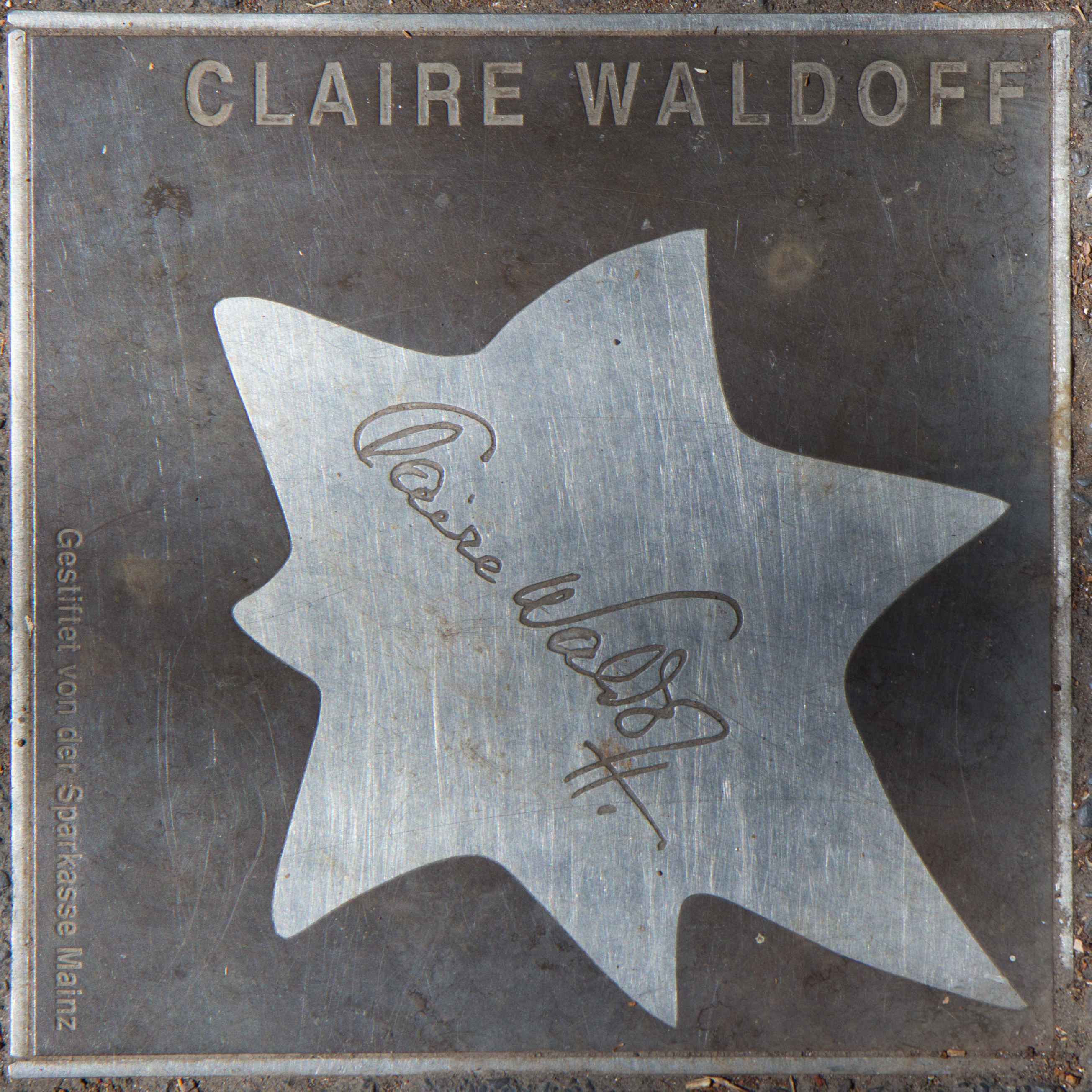

Claire Waldoff (Gelsenkirchen, 21 de outubro de 1884 – Bad Reichenhall, 22 de janeiro de 1957), nasceu Clara Wortmann, foi uma atriz e cantora alemã. Ela foi uma famosa cantora de cabaré em Berlim durante as décadas de 1910 e 1920, principalmente conhecida por tocar música irônica do dialeto Berlinisch.

## Livros por Waldoff
- Claire Waldoff: Weeste noch ...! Aus meinen Erinnerungen. Progress-Verlag, Düsseldorf/Munich 1953; new edition: „Weeste noch ...?“ Erinnerungen und Dokumente. Parthas, Berlin 1997, ISBN 3-932529-11-1

## Literatura
- Helga Bemmann: Wer schmeißt denn da mit Lehm. Eine Claire-Waldorff-Biographie. VEB Lied der Zeit, Berlin Ost [1984?]; new edition: Claire Waldoff. „Wer schmeißt denn da mit Lehm?“ Ullstein, Frankfurt/Berlin 1994, ISBN 3-548-35430-0
- Maegie Koreen: Immer feste druff. Das freche Leben der Kabarettkönigin Claire Waldoff. Droste, Düsseldorf 1997, ISBN 3-7700-1074-4